# The Missing Corpse
The Missing Corpse é um filme norte-americano de 1945, dos gêneros comédia e suspense, dirigido por Albert Herman.

## Elenco
- J. Edward Bromberg ... Henry Kruger
- Isabel Randolph ... Alice Kruger
- Frank Jenks ... Mack Hogan
- Eric Sinclair ... James Kruger
- Paul Guilfoyle ... Andy McDonald
- Ben Welden ... 'Slippery Joe' Clary
- Charles Coleman ... Egbert, o mordomo
- Eddy Waller ... Desmond, o zelador
- Archie Twitchell ... Policial Jimmy Trigg
- Isabel Withers ... Miss Patterson, secretário do Kruger
- John Shay ... Jeffry Dodd
- Anne O'Neal ... Mrs. Swonaker
- Ken Terrell
- Elayne Adams ... Secretário do McDonald's
- Lorell Sheldon ... Phyllis Kruger